# Condado de Pennington (Dakota del Sur)
El condado de Pennington (en inglés: Pennington County, South Dakota), fundado en 1875,  es uno de los 66 condados en el estado estadounidense de Dakota del Sur. En el 2000 el condado tenía una población de 88 565 habitantes en una densidad poblacional de 12.31 personas por km². La sede del condado es Rapid City.

## Geografía
Según la Oficina del Censo, el condado tiene un área total de 7211 km² (2784,2 mi²), de la cual 7190 km² (2776,1 mi²) es tierra y 21 km² (8,1 mi²) es agua.

### Condados adyacentes
- Condado de Meade  - norte
- Condado de Haakon - noreste
- Condado de Jackson - sureste
- Condado de Shannon - sur
- Condado de Custer - suroeste
- Condado de Weston - oeste
- Condado de Lawrence - noroeste

## Demografía
En el 2000 la renta per cápita promedia del condado era de $37 485, y el ingreso promedio para una familia era de $44 796. El ingreso per cápita para el condado era de $18 938. En 2000 los hombres tenían un ingreso per cápita de $30 608 versus $21 540 para las mujeres. Alrededor del 11.50% de la población estaba bajo el umbral de pobreza nacional.
| 1900 | 1910   | 1920   | 1930   | 1940   | 1950   | 1960   | 1970   | 1980   | 1990   | 2000   |
| ---- | ------ | ------ | ------ | ------ | ------ | ------ | ------ | ------ | ------ | ------ |
| 5610 | 12 453 | 12 720 | 20 079 | 23 799 | 34 053 | 58 195 | 59 349 | 70 361 | 81 343 | 88 565 |

## Localidades

### Ciudades y pueblos
| - Ashland Heights - Box Elder - Colonial Pine Hills - Creighton - Green Valley - Hill City - Keystone - New Underwood | - Owanka - Quinn - Rapid City - Rapid Valley - Wall - Wasta - Wicksville |

### Municipios
| - Municipio de Ash - Municipio de Castle Butte - Municipio de Cedar Butte - Municipio de Conata - Municipio de Crooked Creek - Municipio de Fairview - Municipio de Flat Butte | - Municipio de Huron - Municipio de Imlay - Municipio de Lake Creek - Municipio de Lake Flat - Municipio de Lake Hill - Municipio de Owanka - Municipio de Peno | - Municipio de Quinn - Municipio de Rainy Creek/Cheyenne - Municipio de Scenic - Municipio de Shyne - Municipio de Sunnyside - Municipio de Wasta |

### Lugar designado por el censo
- Johnson Siding

### Territorios No Organizados
| - Central Pennington - Dalzell Canyon - East Central Pennington - Northeast Pennington | - Mount Rushmore - Rapid City East - West Pennington |

## Mayores autopistas
| - Interestatal 90 - U.S. Route 14 - U.S. Route 16 - Carretera de U.S. 16A - U.S. Route U.S. 385 | - Carretera de Dakota del Sur 40 - Carretera de Dakota del Sur 44 - Carretera de Dakota del Sur 240 - Carretera de Dakota del Sur 244 |